# Uturuncu
Der Vulkan Uturuncu befindet sich im Südwesten Boliviens nahe der argentinischen Grenze. Der nächstgelegene Ort ist Quetena Chico.
Der Hauptgipfel hat eine Höhe von 6008 Metern, der Nebengipfel ist 5930 Meter hoch. Ein Fahrweg – er gilt als die höchste Straße der Welt – zu einer ehemaligen Schwefelmine führt bis auf wenige hundert Höhenmeter an den Gipfel heran, der Aufstieg bietet keine technischen Schwierigkeiten. Aufgrund der ungünstigen Lage in der abgelegenen Cordillera de Lípez wird der Uturuncu trotz seiner einfachen Ersteigbarkeit recht selten bestiegen.

## Geologie
Der Uturuncu ist ein schlafender Schichtvulkan, der von dazitischer Lava geprägt ist. Der letzte Ausbruch liegt 271.000 Jahre zurück. Vereinzelte Fumarolen und Schwefelgesteine zeigen deutlich eine noch vorhandene vulkanische Aktivität an. Neueste Erkenntnisse legen die Vermutung nahe, dass es sich bei dem Uturuncu um einen Kandidaten für eine starke Eruption (6 oder höher auf dem Vulkanexplosivitätsindex) bis hin zum Supervulkan handelt, der gegen Ende des zwanzigsten Jahrhunderts an Aktivität zugenommen hat. Radaraufnahmen zeigen, dass sich das Gebiet um den Vulkan in einem Radius von Dutzenden Kilometern kontinuierlich anhebt, die Hebungsraten erreichen in der Nähe des Vulkans ein bis zwei Zentimeter pro Jahr. Zudem werden zunehmend kleinere Erdbeben registriert, die ebenfalls auf ein Eindringen von Magma in ein Reservoir in 15 bis 20 Kilometern Tiefe hindeuten.